# Jerome Frank

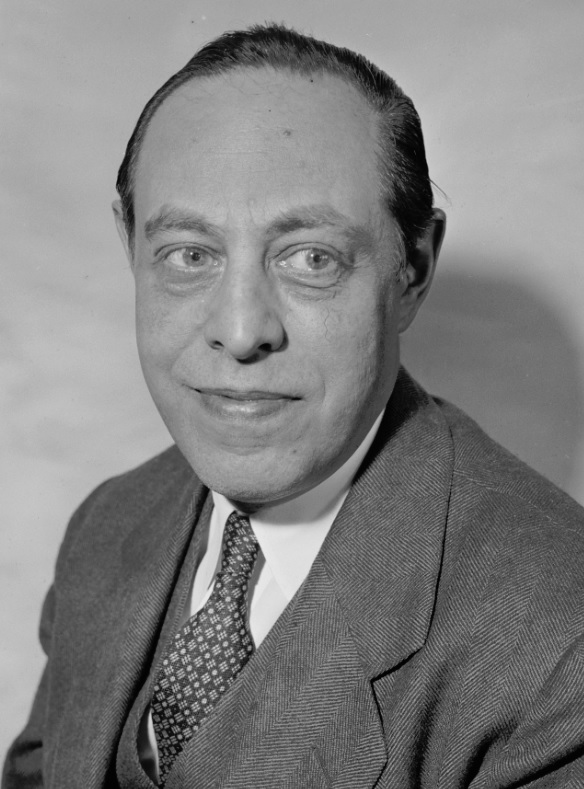
Jerome Frank, 1939

Jerome Frank (New York, 10 september 1889 – New Haven, 13 januari 1957) was een Amerikaans rechtsfilosoof.

## Loopbaan
Frank studeerde aan de Universiteit van Chicago, waar hij in 1909 afstudeerde, waarna hij een vervolgopleiding in de rechtsgeleerdheid volgde aan de Law School van de universiteit (in de Verenigde Staten is het gebruikelijk om pas rechtsgeleerdheid te studeren als men al een andere studie heeft afgerond). Die rondde hij in 1912 af.
Hij werkte een tijd als advocaat en werd ten slotte rechter bij het Hof van Beroep voor het 2e circuit. Hij speelde een belangrijke rol in de ontwikkeling van het rechtsrealisme, een benadering in de rechtsfilosofie. Zijn invloed was aanzienlijk.
Het bekendste werk van Frank is Law and the Modern Mind, uit 1930.
- Bibsys: 1022815
- Bibliothèque nationale de France: cb12809617c (data)
- Catàleg d'autoritats de noms i títols de Catalunya: 981060721076106706
- CiNii: DA01347080
- Gemeinsame Normdatei: 131413910
- International Standard Name Identifier: 0000 0000 8228 6655
- Library of Congress Control Number: n50025711
- Bibliotheek van het Japanse parlement: 00440006
- Nationale Bibliotheek van Tsjechië: mzk2009496370
- Nationale Bibliotheek van Israël: 987007462607705171
- Nationale Bibliotheek van Polen: a0000002239186
- Nederlandse Thesaurus van Auteursnamen: 068416148
- SNAC: w6bk1fdx
- Système universitaire de documentation: 080300316
- Virtual International Authority File: 50358659
- WorldCat: E39PBJpdQmwvXwG7f8HxmgJMT3